# Otto Nordenskjöld
Nils Otto Gustaf Nordenskjöld (6. december 1869 i Hässleby, Jönköpings län – 2. juni 1928 i Göteborg) var en svensk geolog, polarforsker samt professor og rektor ved Göteborgs Handelshögskola. Han blev kendt som leder af den første svenske Antarktisekspedition i 1902 med skibet Antarctic.
Han blev kandidat i geologi fra Uppsala universitet i 1889, licentiat i 1894 og doktor samme år. Han blev tilknyttet universitetet som docent i mineraler og geologi. Han stod i spiden for tre mineralogiske ekspeditioner; til Patagonien i 1890'erne og til Alaska og Klondike i 1898.
I 1905 blev han professor i geografi (med handelsgeografi) och etnografi vid Göteborgs Universitet, og fra 1914-1923 var han prorektor ved Handelshögskolan i Göteborg. Fra 1923 var han rektor samme sted.
Nordenskjöld udførte blandt andet morfologiske studier i Sydvestgrønland.
Han blev i 1912 æresmedlem af The Explorers Club sammen med blandt andre Fridtjof Nansen og Roald Amundsen, og var desuden medlem af Kungliga Vetenskapsakademien.